# Frode Grytten
Frode Grytten, född 11 december 1960, är en norsk författare och journalist som främst skriver på nynorska.
Frode växte upp i Odda i Hardanger och använder ofta miljöerna därifrån i sina böcker. Han studerade i Bergen och har efter det bosatt sig där. Under en tid var han också journalist för tidningen Bergens Tidende.
För romanen Bikubesong fick han Bragepriset 1999 och blev även nominerad till Nordiska rådets litteraturpris. Bikubesong är översatt till flera språk.

## Priser och utmärkelser
- 1999 – Bragepriset för Bikubesong
- 2000 – Sigmund Skard-stipendet
- 2003 – Norska språkpriset
- 2005 – Rivertonpriset för romanen Flytande bjørn
- 2006 – Samlagspriset
- 2007 – Sunnmørspriset
- 2008 – Melsom-priset